# 坂東枝美子
坂東 枝美子（ばんどう えみこ）は日本の実業家。埼玉県所沢市に拠点を置く、ゴルフ練習場『新富ゴルフプラザ』の経営者である。運営会社は株式会社新富スポーツ（旧：有限会社新富ゴルフプラザ）。

## 来歴
『新富ゴルフプラザ』の創業者を父に持ち、ゴルフという男性社会の中で育つ。大学卒業後にはゴルフ会員権の営業に従事し、営業新人賞を受賞。その後大手広告代理店に勤務した、
結婚、妊娠、出産を経て2009年より父親の経営するゴルフ練習場『新富ゴルフプラザ』の経営に参画した。経営の傍ら、『エミノワママゴルフクラブ』などをはじめ女性向け、ファミリー向けのゴルフコミュニティーやイベントなどを手がける。
ゴルフ場のほかにTSUNAGU WOMENsalonの代表、株式会社EMINOWAの代表取締役を務めるなど起業家としての活動もおこなっている。
| スタブアイコン | サブスタブ | この項目は、まだ閲覧者の調べものの参照としては役立たない、人物に関連した書きかけの項目です。この項目を加筆・訂正などしてくださる協力者を求めています（P:人物伝/PJ:人物伝）。 |